# Ferdinand T. Kettunen
Ferdinand Teodor Kettunen, född 18 januari 1889 i Sankt Petersburg, död 31 augusti 1920 i Petrograd, var en finsk kommunist. Han var ett av offren i morden på Kuusinenklubben. 
Kettunen var en Sankt Petersburg-finsk metallarbetare. Han var involverad i underjordiska aktiviteter redan 1905. Kettunen var aktiv i bolsjevikfraktionen av ryska socialdemokratiska arbetarpartiet sedan 1906. 1920 arbetade han som administratör i Finlands kommunistiska parti (SKP):s militära organisation. 
Kettunen dog i den så kallade revolveroppositionens attack på sina partifränder i SKP under ett möte i Kuusinenklubben den 31 augusti 1920. Han begravdes tillsammans med de andra offren på Marsfältet i Sankt Petersburg.